# Ségolène Royal
Marie-Ségolène Royal (/ma'ʁi segɔ'lɛn rwa'jal/ ) (Dakar, 22 settembre 1953) è una funzionaria e politica francese, candidata del Partito Socialista alla carica di presidente della Repubblica nelle elezioni del 2007, battuta al secondo turno da Nicolas Sarkozy. È stata la prima candidata donna a superare il primo turno.
Nel 2008 si presenta come candidata alla segreteria del Partito Socialista; il convulso congresso del novembre 2008 la vede sconfitta nel voto finale dei militanti, battuta per soli 102 voti (circa lo 0,04%) da Martine Aubry. Nell'aprile 2014 è stata nominata ministro dell'ecologia, dello sviluppo sostenibile e dell'energia nel nuovo governo di Manuel Valls.

## Biografia
Nasce a Dakar, nell'attuale Senegal (ai tempi parte dell'Africa Occidentale Francese), da una famiglia originaria della Lorena (in particolare di Villacourt e Chamagne). È figlia di Jacques Royal, militare e colonnello d'artiglieria, e di Hélène Dehaye. Il suo nome completo è Marie-Ségolène. Dall'età di venticinque anni ha scelto di tenere come unico nome quello di Ségolène.
Dopo la laurea in scienze economiche all'Università di Nancy II (licence), si è laureata anche a Sciences Po nel 1978 a Parigi e dopo gli studi all'École nationale d'administration ("promozione Voltaire", 1980) sceglie di essere assegnata come magistrato al tribunale amministrativo. Nel 1994, già deputata all'Assemblea nazionale e al consiglio generale delle Deux-Sèvres, passa il concorso di avvocato al foro di Parigi ed entra nello studio Teitgen.

### Inizi della carriera politica
Notata da Jacques Attali e da François Hollande, tra il 1982 al 1988 è consigliere tecnico alla segreteria generale della presidenza della Repubblica, incaricata in un primo tempo della gioventù e dello sport, poi degli affari sociali. Aderisce al PS.
Nel 1988 si vede conferire una nomina inaspettata da François Mitterrand nelle Deux-Sèvres, dove è eletta deputato. Si fa notare per l'attenzione verso alcuni problemi particolari, come il riconoscimento del formaggio chabichou, e verso la questione della violenza e dell'infanzia: nel 1988 pubblica il libro Le Ras-le-bol des bébés zappeurs (più o meno "Basta con i bambini che fanno zapping").
Dalla fine degli anni 1970 al 2007 è stata compagna di vita di François Hollande, ex primo segretario del Partito socialista e Presidente della Repubblica francese dal 2012 al 2017, con il quale ha avuto quattro figli.
Dal 1988 al 2007 è stata deputato del 2° collegio del dipartimento di Deux-Sèvres.

### Incarichi di governo
Dal 3 aprile 1992 al 29 marzo 1993 è ministro dell'Ambiente nel governo Bérégovoy. Si concentra sulle questioni del trattamento e riciclaggio dei rifiuti (su cui fa votare la legge del luglio 1992), dell'inquinamento visivo e sonoro e dei problemi legati all'acqua.
Nel 1995 si candida a sindaco di Niort ma viene sconfitta a causa delle divisioni del Partito socialista nella circoscrizione.
Dopo le elezioni del giugno 1997 che vedono la vittoria della sinistra, è chiamata a far parte del governo Jospin che, in coabitazione con il presidente della Repubblica Jacques Chirac, resterà in carica fino al maggio 2002.
Dal 4 giugno 1997 al 27 marzo 2000 è ministro delegato per l'Istruzione scolastica presso il ministro dell'Educazione nazionale Claude Allègre. A causa dell'incompatibilità tra incarichi parlamentari e di governo, si dimette da deputato. Si dedica agli aiuti dei bambini sfavoriti o in difficoltà, tramite il rilancio delle zone di istruzione prioritaria, la creazione di fondi sociali per gli scolari (come il fondo sociale per le mense scolastiche), la creazione delle ore di sostegno scolastico. Nel campo dell'insegnamento, pone le lingue straniere come priorità fin dalla scuola materna.
Dal 27 marzo 2000 al 27 marzo 2001 è ministro delegato alla Famiglia e all'Infanzia, presso il ministro del Lavoro e della Solidarietà, dapprima Martine Aubry e poi Élisabeth Guigou. Dal 28 marzo 2001 fino alla fine della legislatura, il 5 maggio 2002, la sua delega è estesa alla Famiglia, all'Infanzia e alle Persone con Handicap. È in questo ruolo che si fa conoscere dal grande pubblico. Tra le principali sue azioni:
- la modifica della legge sulla patria potestà, in cui si introduce tra le altre cose una limitata possibilità per una coppia omosessuale di assumere insieme la patria potestà del figlio di uno dei componenti della coppia, si inaspriscono le pene contro la pedofilia e la prostituzione dei minori
- la facilitazione delle adozioni internazionali
- il lancio di una grande campagna pubblicitaria di sensibilizzazione sulle violenze sessuali

### Presidente del Consiglio regionale del Poitou-Charentes
Viene rieletta deputato alle elezioni legislative del giugno 2002, da cui il PS esce sconfitto e passa all'opposizione.
Nel marzo 2004 è eletta presidente del consiglio regionale del Poitou-Charentes, battendo la presidente uscente Élisabeth Morin (UMP), ottenendo all'interno del PS il soprannome di «La Zapatera», con riferimento alla vittoria, in quello stesso mese, di José Luis Rodríguez Zapatero e alla loro affinità politica. È anche uno schiaffo al primo ministro in carica Jean-Pierre Raffarin, che è stato presidente di quella regione fino al maggio 2002 e che è la personalità più in vista della zona.

### Candidata del PS alle presidenziali del 2007
Nel 2006 si è proposta come candidata socialista alle elezioni presidenziali francesi dell'anno successivo, con un programma centrista e innovatore rispetto alla tradizione del partito. Gli altri due aspiranti alla candidatura socialista erano Dominique Strauss-Kahn, su posizioni riformiste, e Laurent Fabius, considerato il più a sinistra sotto molti aspetti.
Il 16 novembre 2006 si tennero le primarie del Partito Socialista, vinte da Ségolène Royal con ampio margine fin dal primo turno, ottenendo il 62% dei voti; Strauss-Kahn e Fabius si sono fermati al 20% e 18% rispettivamente.
Le elezioni presidenziali si sono tenute il 22 aprile 2007; Royal ha raccolto al primo turno 9.500.112 voti (25,87%). Ha partecipato al ballottaggio del 6 maggio con il candidato dell'Unione per un movimento popolare Nicolas Sarkozy, uscendone sconfitta con 16.790.611 voti e il 46,94% contro i 18.983.408 voti (53,06%) di Sarkozy.
Decide di non ricandidarsi alle elezioni legislative del giugno 2007, concentrandosi sull'incarico di presidente di regione e sull'attività all'interno del partito.
Il 17 giugno 2007, dopo il secondo turno delle elezioni legislative, che hanno visto un inatteso recupero del suo partito, annuncia la separazione dal suo compagno François Hollande; conferma inoltre la propria candidatura a segretario del Partito socialista in vista del congresso che si dovrebbe tenere nell'autunno 2008, nel quale Hollande si dovrebbe presentare dimissionario.

### Il congresso del Partito Socialista 2008
In vista del congresso del Partito Socialista del novembre 2008 a Reims, che deve eleggere il nuovo segretario in sostituzione dell'uscente François Hollande, Ségolène Royal presenta una propria mozione candidandosi quindi alla segreteria del partito. La sua mozione, soprattutto per l'apertura ad alleanze con il partito centrista di François Bayrou, è considerata quella più moderata; ad essa si contrappongono quella di Martine Aubry, quella del sindaco di Parigi Bertrand Delanoë, considerate molto vicine politicamente, e quella di Benoît Hamon, la più a sinistra.
Al voto degli iscritti che precede il congresso, la mozione Royal giunge prima con il 29%, seguita da quella Delanoë (25%), da Aubry (poco meno del 25%) e quindi quella di Hamon (20%). Durante i tre giorni congressuali si susseguono le trattative per trovare una maggioranza, specialmente tra Aubry e Delanoë, considerati molto vicini politicamente; l'accordo tuttavia non arriva e il congresso si chiude rinviando l'elezione del segretario a una nuova votazione tra gli iscritti. Delanoë annuncia quindi il ritiro della propria candidatura invitando a votare per Aubry, che, arrivata al ballottaggio con Royal, ottiene l'appoggio anche di Hamon. Il 21 novembre 2008 si svolge una serratissima ultima votazione, i cui esiti contestati vedono Royal sconfitta da Aubry per soli 102 voti (lo 0,04%).

### Elezioni 2012
Il 9 ottobre 2011 si svolgono le primarie del Partito Socialista per eleggere il candidato alla Presidenza della Repubblica francese, Ségolène Royal si candida ed ottiene il 7% dei voti mentre a vincere la competizione elettorale è il suo ex compagno Francois Hollande, ex segretario socialista che raggiunge il 39% al primo turno e il 56% dei consensi al secondo turno contro il segretario del partito socialista Martine Aubry.
Nel 2012, alle elezioni legislative, dove lei è data come possibile presidente dell'Assemblea Nazionale, perde nel 1° collegio della Charente Marittima contro il socialista dissidente Olivier Falorni.

### Ministro dell'ecologia
Il 2 aprile 2014 è nominata ministro dell'ecologia, dello sviluppo sostenibile e dell'energia nel nuovo governo di Manuel Valls, lasciando poco dopo la presidenza del consiglio del Poitou-Charentes.
Sempre più spesso i commentatori vedono Royal come il sostituto del presidente François Hollande in alcune importanti occasioni statali. Quando Papa Francesco è atterrato per la prima volta nel suo pontificato sul suolo francese con una visita al Parlamento europeo a Strasburgo nel novembre 2014, Royal è stata il più alto funzionario francese ad accoglierlo. Dopo gli attacchi mortali contro un giornale satirico e un supermercato kosher nel gennaio 2015, si è recata in Israele per rappresentare la Francia ai servizi commemorativi.

### Dal 2017 ambasciatrice per l'Artico e l'Antartico
Quando nel maggio 2017 Emmanuel Macron è stato eletto presidente francese, Royal sperava di ottenere una posizione nel suo governo, ma invece le è stata offerta la posizione di ambasciatrice per i Poli (Artico e Antartico) che ha accettato nel giugno 2017. Alla fine del 2018 la pubblicazione del libro "Ce que je peux enfin vous dire" (Che cosa posso finalmente dirti) in cui Royal parla in dettaglio del sessismo che ha subito durante la sua carriera politica, coincide con un declino della popolarità di Macron al centro delle proteste dei Gilets Jaunes. Per questo motivo c'è chi ha parlato di un ritorno politico di Royal.
Nel 2019 Royal, che non fa più parte del Partito socialista, ha moltiplicato le uscite critiche nei confronti di Macron e del governo, dal mancato divieto di alcuni pesticidi alla contestata riforma delle pensioni. In ottobre è finita al centro di un'inchiesta di Radio France in cui si diceva che l'ambasciatrice non aveva mai partecipato alle riunioni del Consiglio dell'Artico (otto rappresentanti degli Stati che hanno una parte del territorio dell'Artico). Il 7 gennaio 2020 viene licenziata da Macron dall'incarico con una lettera firmata dal segretario generale del Quai d'Orsay, Francois Delattre, e dal segretario generale della Transizione ecologica, Emilie Piette. Lei lo rende noto postando la lettera di licenziamento su Facebook.

## Orientamento politico

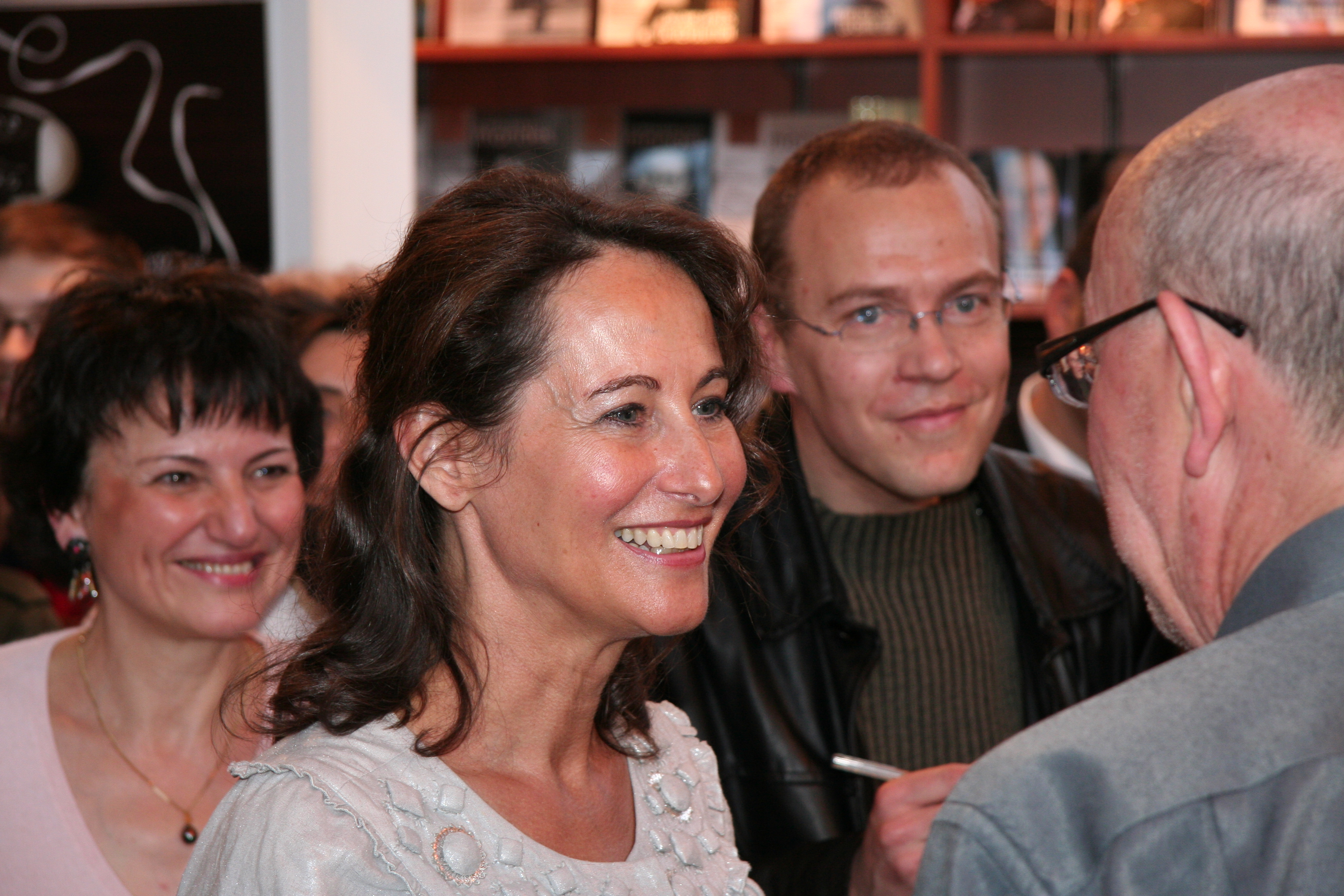
Ségolène Royal nel 2009

### Economia
In materia economica, Ségolène Royal si è detta favorevole a un nuovo corso, che coniughi sviluppo economico e giustizia sociale. È favorevole, tra le altre cose, all'introduzione di agevolazioni fiscali per gli investimenti nella ricerca, l'innovazione e l'ambiente. Non si è opposta a una maggiore flessibilità, concordata, dei contratti di lavoro (sugli orari di lavoro, le 35 ore, etc.) a condizione che il contratto a tempo indeterminato resti il contratto base e che la maggiore flessibilità sia compensata da nuove forme di assistenza pubblica.
Pone come obiettivo la riduzione del deficit del bilancio statale, tramite una politica di crescita economica unita a una lotta agli sprechi dell'amministrazione pubblica.
Si è detta favorevole a un aumento dello SMIC, il salario minimo; insiste sul fatto che nessuno dovrebbe essere pagato per non far nulla.

### Istituzioni
Ségolène Royal si è pronunciata a favore del divieto di cumulo delle cariche (divieto previsto dal programma del Partito socialista).
Riguardo alla Presidenza della Repubblica, ha dichiarato che il potere attualmente nelle sue mani andrebbe condiviso, è a favore della limitazione a due mandati presidenziali, così come in generale alla limitazione temporale per tutte le altre cariche elettive.
Ha proposto la creazione di "giurì di cittadini", estratti a sorte, che controllino l'operato dei politici eletti. Questa proposta ha suscitato vivaci reazioni, sia a destra (un articolo di Le Figaro evocava il paragone con i soviet) sia a sinistra (Michel Rocard ha parlato di "stupidità" e Laurent Fabius di "populismo").

### Immigrazione
Si è detta d'accordo con le posizioni ufficiali del Partito socialista sul tema, quindi a favore di dispositivi amministrativi per l'integrazione e la naturalizzazione degli immigrati arrivati sia legalmente che clandestinamente sul territorio nazionale.
Si è espressa contro la politica sull'immigrazione di Nicolas Sarkozy, ritenendo per esempio "insopportabile" che la Francia possa "saccheggiare i 'cervelli' dei paesi ex colonie dopo averne saccheggiato per anni e anni le materie prime".
Le sue posizioni peraltro appaiono a volte non lontanissime da quelle di Sarkozy: nel passato si è pronunciata contro le sanatorie di massa dei clandestini, per esempio il 4 settembre 2006 in una intervista concessa alla radio pubblica France Inter. L'ostilità a sanatorie generalizzate, e quindi un sostegno alla politica di Sarkozy di maggiore severità riguardo all'immigrazione, sono diffusi anche tra gli elettori tradizionalmente di sinistra, specialmente di estrazione operaia.

### Politica estera e Europa

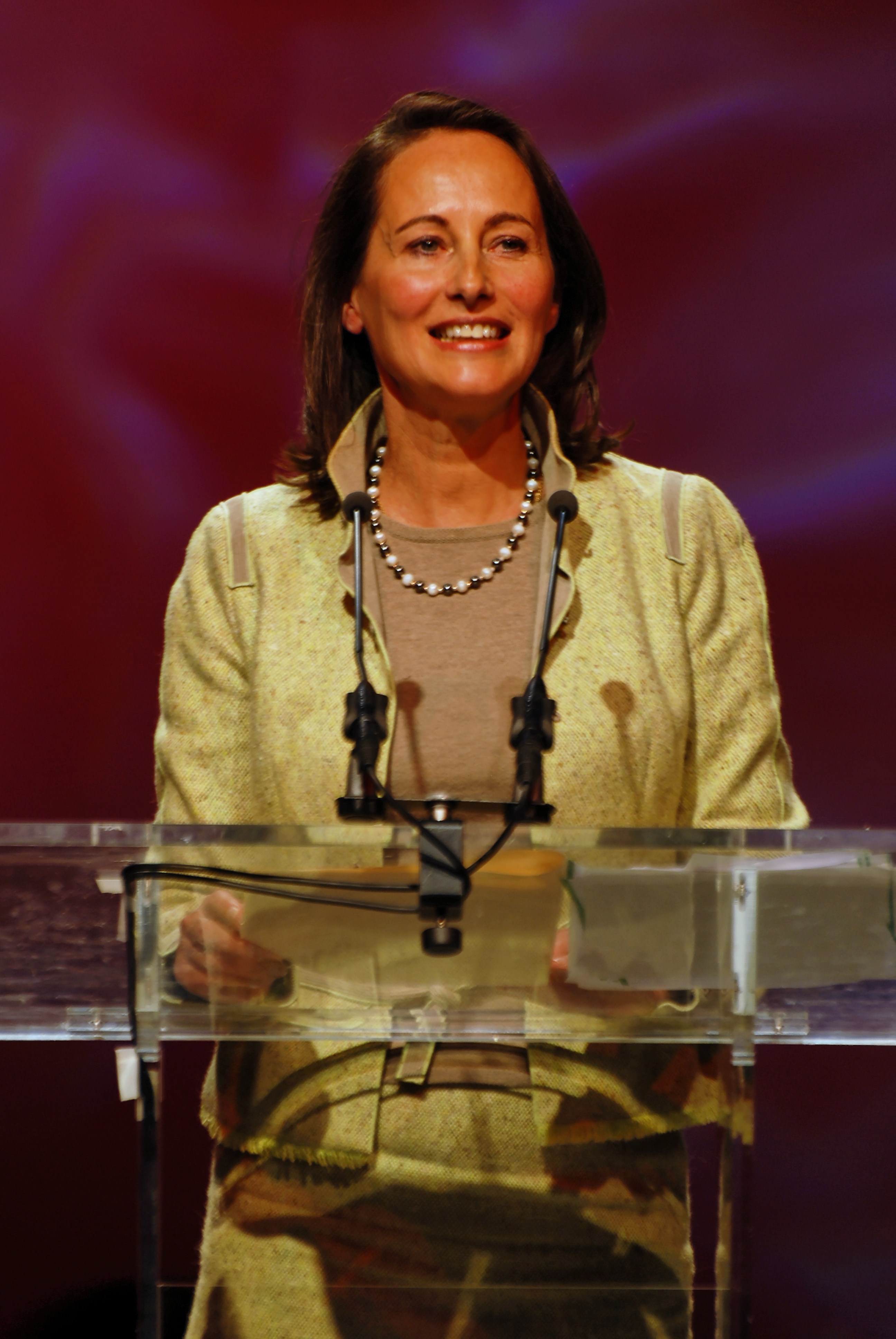
Ségolène Royal nel 2008

Royal è stata critica verso una politica estera francese tendente all'isolazionismo, mentre la Francia, per la sua storia e in quanto membro del Consiglio di Sicurezza dell'ONU, dovrebbe guardare all'Africa, all'Asia e al Medio Oriente come a una fonte, oltre che di possibili minacce, anche di forti relazioni amichevoli.
Sulla "guerra al terrorismo" dichiarata dagli Stati Uniti, ritiene che le guerre preventive aggravino i problemi che cercano di risolvere, e che solo Bush possa ritenere il mondo più sicuro dopo la guerra in Iraq.
A proposito dell'ingresso della Turchia nell'Unione europea, Ségolène Royal ha dichiarato che seguirebbe l'opinione dei francesi. Questa frase, pronunciata in una conferenza stampa all'Assemblea Nazionale l'11 ottobre 2006, ha lasciato senza risposta la curiosità degli osservatori politici.

### Società
Ségolène Royal non è favorevole a una depenalizzazione della cannabis, che sarebbe, secondo lei, «un segnale che banalizzerebbe l'uso della droga». Quanto alla questione della legalizzazione della prostituzione (sul modello tedesco), ella si dice contro quella che chiama «la vendita dei corpi» e che considera contraria alla carta internazionale dei diritti dell'uomo.
Ha espresso delle riserve sul matrimonio omosessuale: «Mi sono sempre rifiutata di strumentalizzare le questioni sociali per sembrare "in". Preferisco la parola unione a quella di matrimonio per non scuotere troppo i punti di riferimento tradizionali, la famiglia è un padre e una madre. » Ciò nonostante, nel giugno 2006 in un'intervista apparsa per la rivista gay Têtu, ha dichiarato che avrebbe applicato il programma del partito socialista che comprende il matrimonio di coppie dello stesso sesso e del loro diritto all'adozione, promettendo la loro introduzione nel caso di vittoria socialista, impegno ribadito anche in seguito.

### Sicurezza
Nel giugno 2006 Ségolène Royal ha espresso riflessioni su come "prosciugare la fonte della delinquenza", stupendo molti anche nel suo partito, a causa di una sorprendente durezza, proponendo in particolare di mettere "in un servizio, a inquadramento militare, a fini sociali o di apprendistato per un lavoro" i minori con più di 16 anni "fin dal primo atto di delinquenza".
Più recentemente ha ribadito che tutte le alternative alla prigione devono essere favorite e che strutture a fini umanitari ma inquadrate da militari potrebbero permettere ai giovani delinquenti di "riconquistare la stima in sé stessi".
Ha avanzato anche l'idea di "sospendere parte degli assegni familiari al primo atto di inciviltà del figlio" per "responsabilizzare" i genitori e propone la creazione di "scuole per genitori" dove dovrebbero andare i genitori i cui figli abbiano commesso ripetutamente atti di inciviltà.

### Lavoro
Si è detta favorevole a un sindacalismo "di massa" (nell'agosto 2006 ha dichiarato «I Francesi non sono contro il valore del lavoro, ma sono profondamente insoddisfatti delle condizioni in cui lavorano. ( [...] ) La Francia deve uscire dall'arcaismo delle sue relazioni sociali. Ho visto, in Svezia, un altro spirito e altri comportamenti, grazie a un sindacalismo di massa»).
Considera che le 35 ore siano state un progresso per la maggioranza dei lavoratori dipendenti, ma un arretramento per alcuni.

## Associazione «Désirs d'avenir»

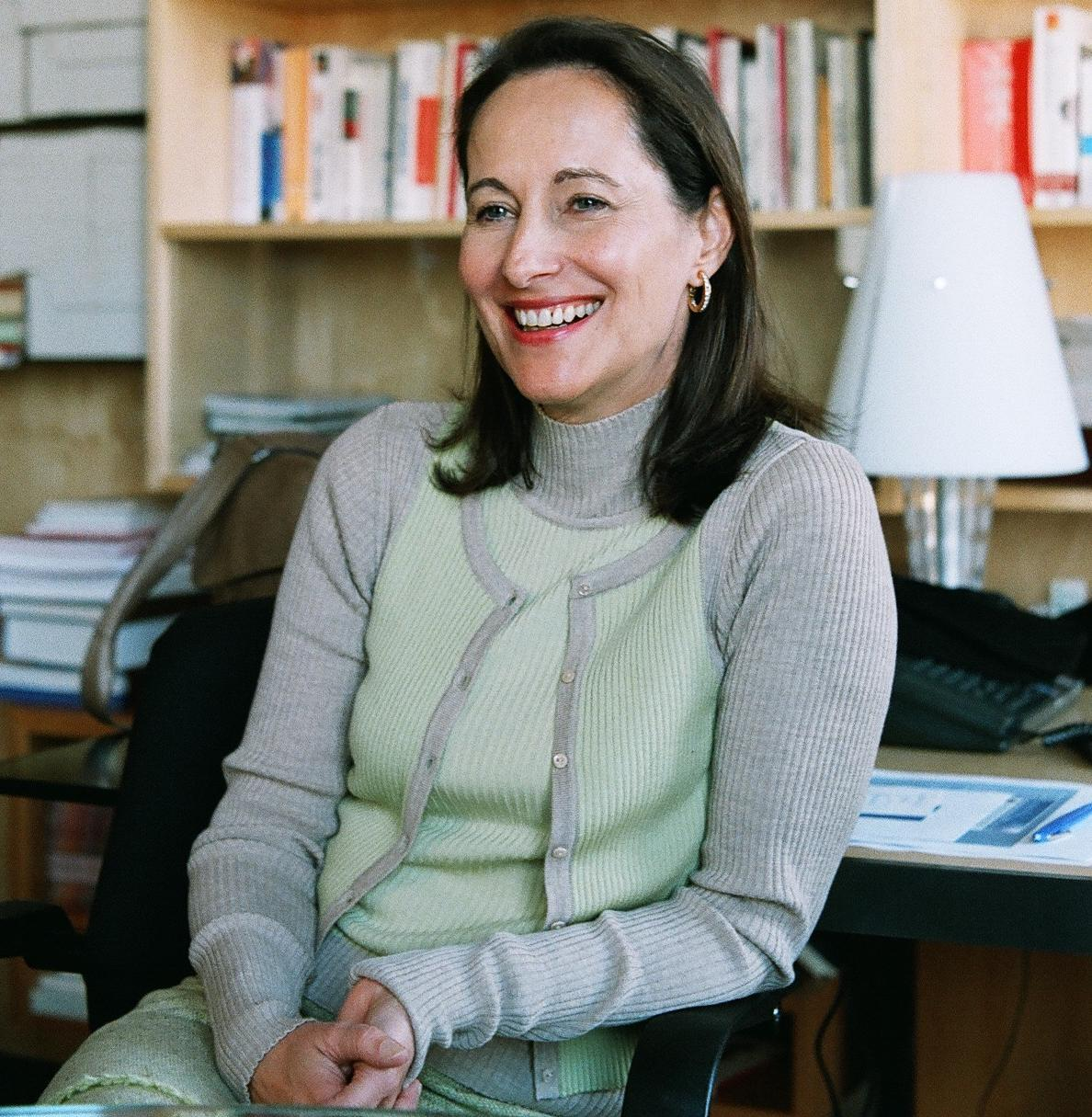
Ségolène Royal nel 2006

«Désirs d'avenir» (Desideri di futuro) è il nome dell'associazione che sostiene Ségolène Royal nella sua «candidatura alla candidatura» all'interno del Partito socialista in vista delle elezioni presidenziali del 2007.
«Désirs d'avenir» è anche il nome di un vasto «forum partecipativo» che ella ha lanciato su Internet nel febbraio 2006 (vedi Collegamenti esterni). Il sito si presenta come una messa in pratica della «democrazia partecipativa» propugnata da Ségolène Royal. Vi si tengono molte discussioni, aperte alla partecipazione dei cittadini internauti, su diversi argomenti (giustizia, sistema carcerario, scuola, condivisione di file su internet, etc.). Le osservazioni e i commenti lasciati dagli internauti dovrebbero essere in seguito riuniti in sintesi (normalmente in forma di libro) in cui Ségolène Royal nota le idee che questi scambi le hanno suscitato. Dei moderatori controllano i messaggi, i meno costruttivi e alcuni contenenti critiche sulla Royal non sono pubblicati.

## Vita privata
Dalla fine degli anni '70 la Royal è stata la compagna di François Hollande, che aveva incontrato all'École nationale d'administration. La coppia ha avuto quattro figli: Thomas (1984), Clémence (1985), Julien (1987) e Flora (1992). Non si erano sposati considerando il matrimonio troppo "borghese". La loro unione è terminata nel giugno 2007, la sera delle elezioni legislative, quando un'agenzia di stampa fa trapelare la notizia della loro separazione in seguito alla relazione di Hollande con una giornalista.

## Incarichi politici

### Funzioni ministeriali
- dal 3 aprile 1992 al 29 marzo 1993: ministro dell'Ambiente del Governo Bérégovoy
- dal 4 giugno 1997 al 27 marzo 2000: ministro delegato all'Insegnamento scolastico del Governo Jospin accanto al ministro dell'Educazione Nazionale Claude Allègre
- dal 27 marzo 2000 al 27 marzo 2001: ministro delegato alla Famiglia e all'Infanzia del Governo Jospin accanto al ministro dell'Impiego e della Solidarietà Martine Aubry
- dal 28 marzo 2001 al 5 maggio 2002: ministro delegato alla Famiglia, all'Infanzia e alle Persone disabili del Governo Jospin accanto al ministro dell'Impiego e della Solidarietà Elisabeth Guigou

### Mandati politici nazionali
- dal 13 giugno 1988 al 2 maggio 1992: deputata delle Deux-Sèvres (rassegna le dimissioni per entrare nel governo Bérégovoy)
- dal 2 aprile 1993 al 21 aprile 1997: deputata delle Deux-Sèvres
- dal 1º giugno 1997 al 4 luglio 1997: deputata delle Deux-Sèvres (rassegna le dimissioni per entrare nel governo Jospin)
- 2002-2007: deputata della II circoscrizione delle Deux-Sèvres (eletta al secondo turno)

Occupava il posto numero 500 nell'emiciclo dell'Assemblea Nazionale.

### Mandati politici locali
- 1983: consigliera comunale di Trouville-sur-Mer (Calvados). Sembra aver lasciato il Calvados sapendo che non sarebbe stata investita dal PS locale per le legislative del 1986.
- dal 13 marzo 1989 al 18 giugno 1995: consigliera comunale di Melle (Deux-Sèvres)
- dal 18 giugno 1995 al 18 marzo 2001: consigliera comunale di Niort (Deux-Sèvres)
- dal 2 aprile 1992 al 23 marzo 1998: consigliera generale delle Deux-Sèvres
- dal 23 marzo 1992 al 3 aprile 1992: consigliera regionale del Poitou-Charentes (rassegna le dimissioni per entrare nel governo Bérégovoy)
- dal 2 aprile 2004 al 21 aprile 2014: presidente del consiglio regionale del Poitou-Charentes (eletta consigliere regionale in occasione delle elezioni regionali del 2004 e delle elezioni regionali del 2010
- Presidente del sindacato del paese del Marais Poitevin dal 1990

## Affari giudiziari
Il consiglio dei probiviri di Niort ha condannato Ségolène Royal nel 1999 per aver impiegato durante la sua campagna del 1998 (elezioni cantonali) molte collaboratrici senza remunerarle. Il suo appello è stato respinto dalla corte d'appello di Poitiers nel 2005.

## Pubblicazioni
- Le Printemps des grands-parents: la nouvelle alliance des âges, Paris, Cogite-R. Laffont, 1987. ISBN 2-221-05314-1; (France Loisirs, 1988) ISBN 2-7242-3948-2; (Presses pocket, 1989) ISBN 2-266-02730-1. (Broché) ISBN 978-2-221-05314-0
- Le Ras-le-bol des bébés zappeurs, Paris, R. Laffont, 1989. ISBN 2-221-05826-7 ISBN 978-2-221-05826-8. Note: La couverture porte en plus: «Télé-massacre, l'overdose? » ; Sujet(s): Télévision et enfants, Violence télévision. Au-delà de la dénonciation du système, cet ouvrage est un appel aux gestionnaires de chaînes de télévision pour que ce moyen de communication social soit mieux utilisé.
- Pays, paysans, paysages, Paris, R. Laffont, 1993. ISBN 2-221-07046-1. (Broché) ISBN 978-2-221-07046-8 Sujet(s): Environnement Protection, Politique de l'environnement, Développement rural. Les efforts faits en France par la ministre Ségolène Royal dans la lutte pour la protection de l'environnement.
- France. Assemblée nationale (1958-…), Commission des affaires étrangères, Rapport d'information sur les suites de la Conférence de Rio (Assemblée nationale, 1994) présenté par M. Roland Nungesser et Mme Ségolène Royal, ISBN 2-11-087788-X.
- La vérité d'une femme, Paris, Stock, 1996. ISBN 2-234-04648-3. ISBN 978-2-234-04648-1 Une étude sur des problèmes sociaux contemporains et sur des solutions appropriées; exemples: le désordre politique et une morale de l'action; le désordre du chômage et la valorisation du travail; le désordre de l'environnement et les métiers pour protéger la vie, etc.
- Désirs d'avenir, Paris, Flammarion, 2006 ISBN 978-2-08-068805-7. Ségolène Royal revient sur sa carrière politique, ses sept années de chargée de mission à l'Élysée pendant la présidence de François Mitterrand. Elle propose une réflexion sur le pouvoir politique et son exercice.
- Parler du patrimoine roman: enjeux, démarches et mises en oeuvre: actes de la première Université d'automne des professionnels de la médiation du patrimoine, abbaye royale de Saint-Jean d'Angely, 17-19 octobre 2005 / [organisée par la Région Poitou-Charentes et le Centre de culture européenne] ; sous la direction de Ségolène Royal, Paris, L'Harmattan, 2006. ISBN 978-2-296-01583-8
- Maintenant, Paris, Hachettes littératures, 2007. (sous la dir. de Marie-Françoise Colombani), Hachette Littérature et Flammarion, ISBN 978-2-01-237246-7. Dans ce livre d'entretien avec Marie-Françoise Colombani — le titre est une référence au Ici et maintenant de François Mitterrand sorti sur fond de campagne présidentielle victorieuse en 1981 —, Ségolène Royal détaille son projet «pour changer la France» et se livre à quelques confidences sur sa vie de couple et de mère. Elle y développe notamment les concepts de «démocratie participative» et d'«ordre juste» qui sont au cœur de sa campagne.
- Les Droits de l'Enfant, Paris, Dalloz, 2007 ISBN 978-2-247-07259-0. C'est un petit livre citoyen qui met de précieux repères à la portée de tous ceux qui s'intéressent à l'enfance et à ses droits.
- Ma plus belle histoire, c'est vous, Paris, B. Grasset, 2007. Elle revient sur sa campagne présidentielle, sa défaite, et elle annonce notamment avoir proposé un poste de Premier Ministre à François Bayrou au cas où elle serait élue.
- Si la gauche veut des idées, Paris, B. Grasset, 2008. Avec Alain Touraine.
- Femme Debout, Paris, Denoël, 2009. Entretiens avec Françoise Degois, journaliste à France Inter.